# Ферден
Ферден (нім. Ferden) — громада  в Швейцарії в кантоні Вале, округ Західний Рарон.

## Географія
Громада розташована на відстані близько 70 км на південь від Берна, 36 км на північний схід від Сьйона.
Ферден має площу 27,9 км², з яких на 0,8% дозволяється будівництво (житлове та будівництво доріг), 17,7% використовуються в сільськогосподарських цілях, 19,3% зайнято лісами, 62,3% не є продуктивними (річки, льодовики або гори).

## Демографія
2019 року в громаді мешкало 250 осіб (-4,2% порівняно з 2010 роком), іноземців було 3,6%. Густота населення становила 9 осіб/км².
За віковим діапазоном населення розподілялося таким чином: 12% — особи молодші 20 років, 64% — особи у віці 20—64 років, 24% — особи у віці 65 років та старші. Було 117 помешкань (у середньому 2,1 особи в помешканні).